# Telenn-Mor

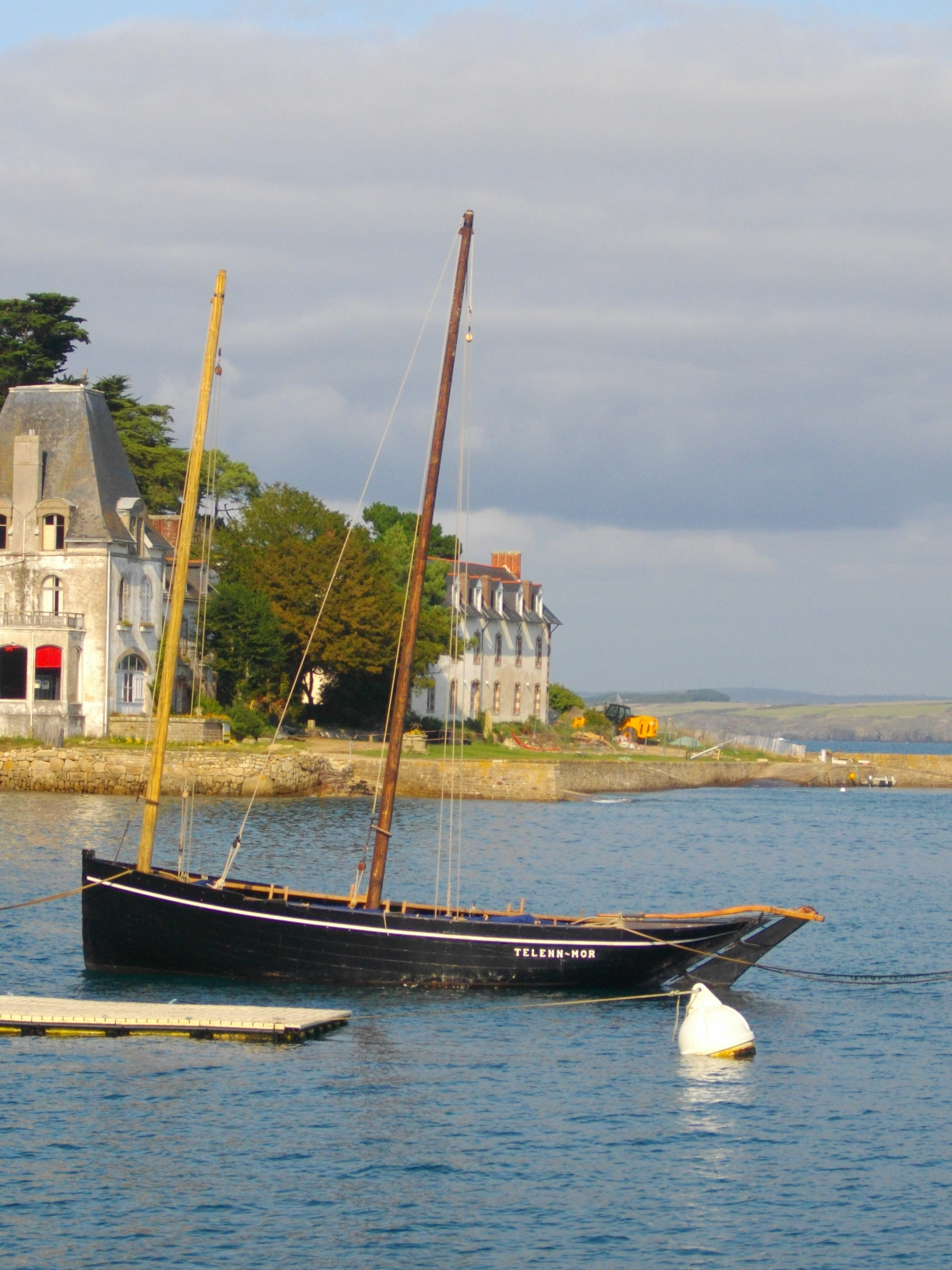
La chaloupe Telenn-Mor devant l’île Tristan à Douarnenez.

Le Telenn-Mor (Harpe de Mer, en breton) est une réplique de chaloupe sardinière de Douarnenez.
Elle appartient à l'association Treizour-Amis du Port-Musée mais navigue, en semaine, avec le Centre Nautique Municipal de Douarnenez-Tréboul.
Son immatriculation à l'ancienne est D 1983 en alphabet  dit "à barbe" (quartier maritime de Douarnenez). Son immatriculation actuelle est DZ 639566.
Il a obtenu le label BIP  en 2008 (Bateau d'intérêt patrimonial) par la Fondation du patrimoine maritime et fluvial.

## Histoire

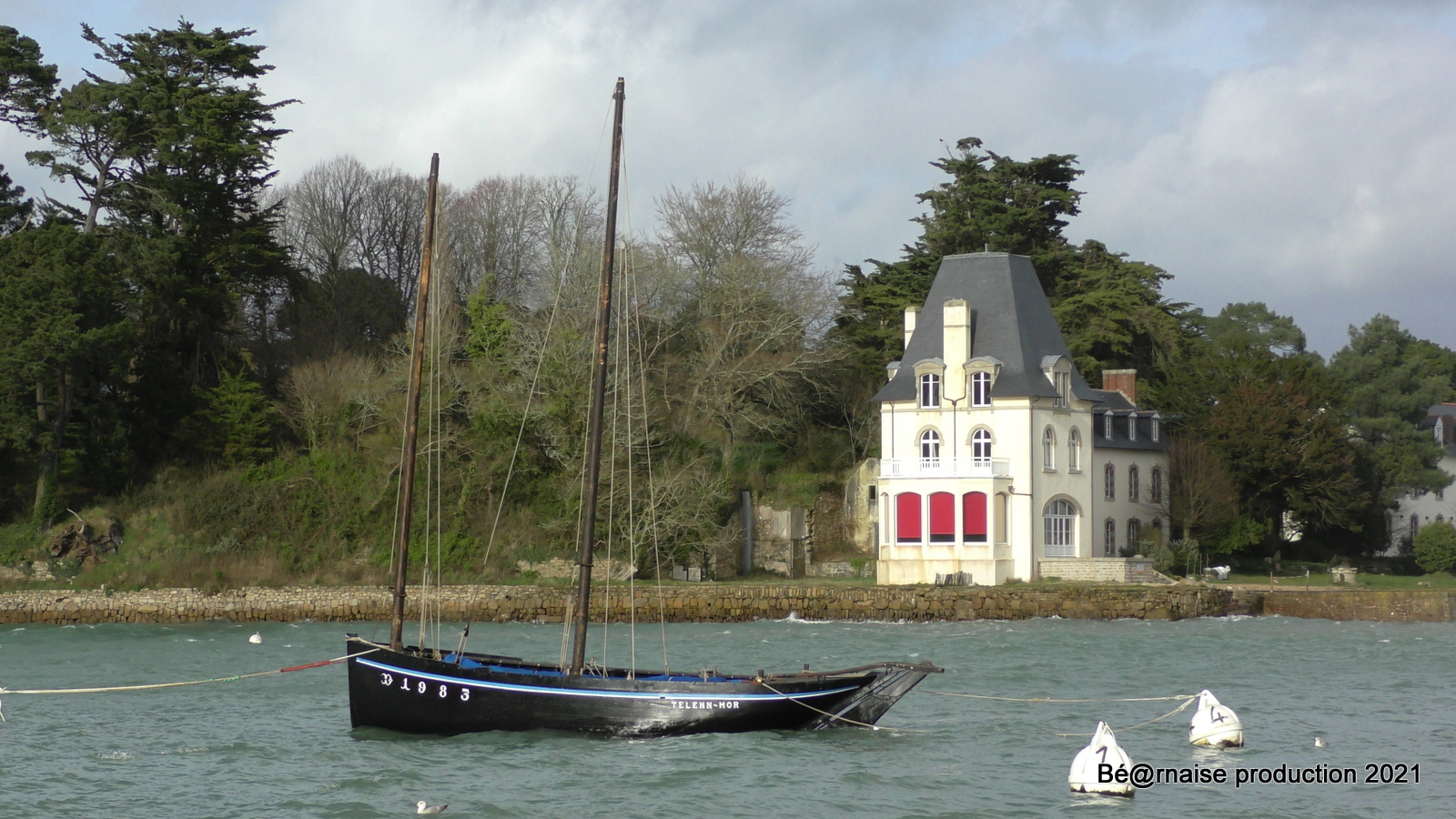
Le Telenn-Mor au mouillage de Tréboul en mars 2021

En 1979, à la fondation de l'association Treizour (« le passeur », en breton), des passionnés du patrimoine maritime local, décident de collecter des fonds, puis de reconstruire une authentique chaloupe sardinière bretonne : ancien fleuron du port de Douarnenez qui, au début du XXe siècle, disposait d'une flotte de près de 900 unités.  
Bateau extrêmement marin, d’une très grande stabilité, sa carène et sa voilure lui assurent une excellente remontée au vent. Mais dans les années 30, avec l’apparition de la motorisation et de nouvelles techniques de pêche, la chaloupe disparait complètement. 
En 1981 l’association Treizour met en chantier une réplique du bateau à partir des relevés faits par Jean Pierre Philippe, son président.
C'est la première fois, en France, qu’on envisage de faire renaître un bateau traditionnel de travail afin de retrouver, en naviguant, les savoir-faire disparus des anciens marins.
Les tracés sont réalisés par le chantier Tanguy à Douarnenez et la construction sera achevée à Crozon au chantier Stipon.
La chaloupe est mise à l’eau en mai 1983. Elle est alors nommée ambassadrice de la ville de Douarnenez. Depuis elle n’a jamais cessé de naviguer.
En 1998, dans le cadre d’une convention avec la Ville de Douarnenez, l’association Treizour confie Telenn Mor au Centre Nautique. La chaloupe embarque alors des enfants en classe de mer, et pendant l’été, des personnes désirant faire une sortie sur un bateau traditionnel. 
Le reste du temps, notamment les week-ends et pendant les Fêtes Maritimes, Telenn mor est armée par les membres de l’association Treizour qui conservent ainsi le plaisir de naviguer très régulièrement en baie de Douarnenez. La chaloupe emblématique de la ville est sans doute le bateau traditionnel associatif le plus utilisé en France. 
En juillet 2023 elle a effectuée un départ symbolique vers Kaboul pour soutenir le journaliste Mortaza Behboudi emprisonné là bas.  
Le mouillage habituel de la chaloupe est situé entre l'île Tristan et le hangar de l'école de voile de Tréboul.

## Caractéristiques
Les voiles (misaine et taillevent) de la chaloupe sont fabriquées par le voilier douarneniste Henri Fiacre vers 2013, puis par la voilerie Le Bihan de Bénodet en 2023. Ces dernières sont en polycoton (mélange de polyester et coton), gréées par du matelotage en chanvre. Elles sont tannées une fois par an avec un mélange de cachou et de pigment ocre.